# (130) Elektra
(130) Elektra ist ein Asteroid des äußeren Asteroiden-Hauptgürtels. Mit einem mittleren Durchmesser von 181 km gehört Elektra zu den größten Asteroiden des Hauptgürtels. Elektra hat drei Monde: S/2003 (130) 1, S/2014 (130) 1 und S/2014 (130) 2 mit Durchmessern von etwa 6, 2 bzw. 1,6 km. Elektra ist der erste Asteroid, bei dem drei Monde nachgewiesen wurden.

## Entdeckung und Benennung
Elektra wurde am 17. Februar 1873 vom deutsch-amerikanischen Astronomen Christian Heinrich Friedrich Peters am Litchfield Observatorium in Clinton, New York (USA) entdeckt.
Benannt wurde der Himmelskörper nach Elektra, der Tochter des Königs von Mykene und der Klytaimnestra aus der griechischen Mythologie.
Insgesamt wurde der Asteroid durch mehrere erdbasierte Teleskope beobachtet, insgesamt bisher 3908 Mal innerhalb von 130 Jahren. (Stand Feb. 2023)

## Bahneigenschaften

### Umlaufbahn
Elektra umkreist die Sonne auf einer prograden, elliptischen Umlaufbahn zwischen 369.687.000 km (2,47 AE) und 565.736.000 km (3,78 AE) Abstand zu deren Zentrum. Die Bahnexzentrizität beträgt 0,209, die Bahn ist mit 22,8° stark gegenüber der Ekliptik geneigt. Ihre Bahn liegt demnach im äußeren Asteroidengürtel.
Die Umlaufzeit von Elektra beträgt 5,53 Jahre.

### Rotation
Elektra rotiert in 5 Stunden, 13 Minuten 29 Sekunden einmal um ihre Achse. Daraus ergibt sich, dass der Asteroid in einem Elektra-Jahr 9274,8 Eigendrehungen („Tage“) vollführt. Die Rotationsachse steht etwa senkrecht gegenüber der Ekliptik.

## Physikalische Eigenschaften

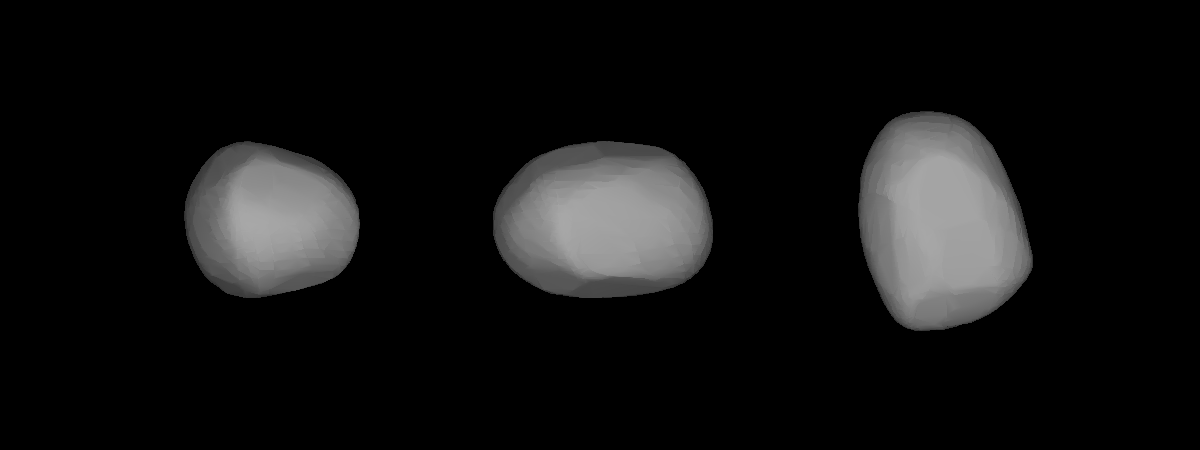
Elektra im 3D–Modell

### Größe
Die bisherigen Beobachtungen weisen auf einen unregelmäßig geformten, länglichen Körper hin; die genaueste Durchmesserbestimmung (Geometrisches Mittel) liegt bei 180,652 km. Hinsichtlich der genauen Dimensionen liegt der präziseste Wert bei 215 × 155 km.
In den späten 1990er-Jahren wurden von einem weltweiten Netzwerk von Astronomen Lichtkurvendaten gesammelt, um die Rotation und die Form von 10 Asteroiden zu bestimmen, darunter Elektra. Die Lichtkurve von Elektra beschreibt ein doppeltes Sinusoid, während das Modell der Form auf eine eher längliche Form hinweist.
Ausgehend von einem mittleren Durchmesser von 180,7 km ergibt sich eine Oberfläche von etwa 103.000 km2, was in etwa der Fläche Islands entspricht.
| Jahr | Abmessungen km  | Quelle                |
| ---- | --------------- | --------------------- |
| 2002 | 182,25 ± 11,8   | Tedesco (IRAS) et al. |
| 2004 | 215 × 155 ± 12  | Tedesco (IRAS) et al. |
| 2006 | 191             | Marchis et al.        |
| 2012 | 198,93 ± 4,11   | Masiero et al.        |
| 2014 | 180,652 ± 2,698 | Masiero et al.        |
| 2021 | 199 ± 2         | Vernazza et al.       |

(Die präziseste/aktuellste Bestimmung ist fett markiert.)

### Innerer Aufbau
Elektra gehört zu den G-Typ-Asteroiden (nach anderer Einordnung: Ch) und besitzt daher eine dunkle, kohlenstoffreiche Oberfläche mit einer Albedo von 0,071; spektrale Untersuchungen bestätigten das Vorhandensein organischer Materie. Die Oberfläche von Elektra weist Helligkeitsunterschiede von 5–15 % auf.
Die Dichte beträgt 1,3 g/cm3; doch gibt es hier noch einige Unsicherheit, sie wird auch mit wesentlich höheren 3,5–4,1 g/cm3 angegeben. Die Masse ließ sich durch die Entdeckung der beiden Monde bislang auf 6,6 ∙ 1018 berechnen, ausgehend von einer Dichte von 1,3 g/cm³.
Die mittlere Oberflächentemperatur beträgt rund 157 K (−116 °C) und kann mittags bis auf maximal 251 K (−22 °C) ansteigen; nachts kann sie bis auf 63 K (−210 °C) absinken.

## Das Elektra-Vierfachsystem

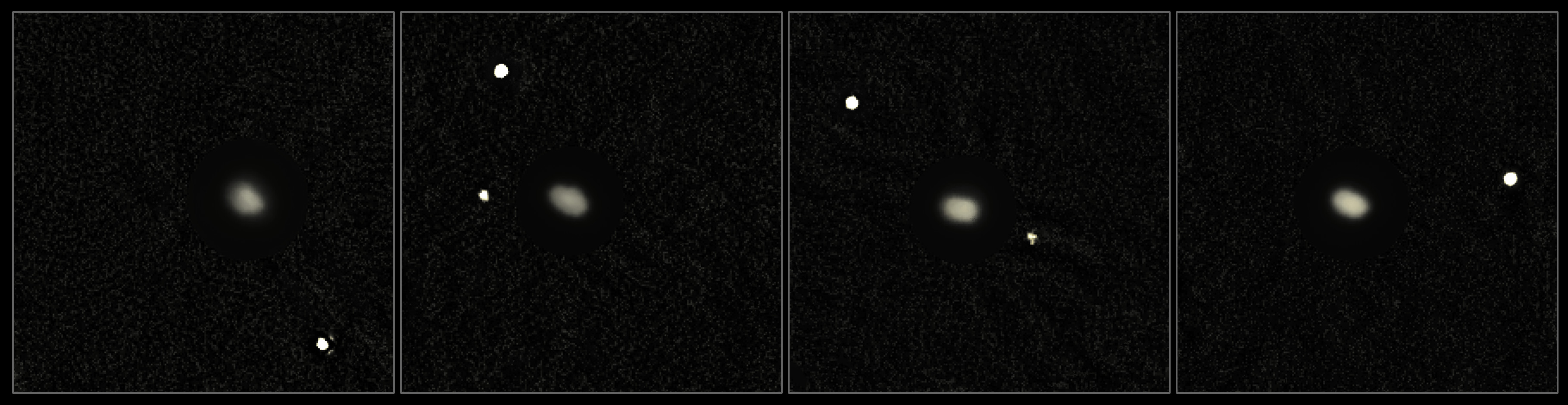
Elektra mit zwei der drei Monde

Am 15. August 2003 entdeckte man unter Verwendung adaptiver Optik mit dem Keck-Teleskop II einen ersten Begleiter bei Elektra. Der zunächst als S/2003 (130) 1 bezeichnete Mond hat einen Durchmesser von 6 km und umkreist Elektra in einem Abstand von 1.298 km in 5,29 Tagen.
Durch weitere Beobachtungen mit dem Very Large Telescope im Dezember 2014 konnte noch ein weiterer Begleiter gefunden werden, der die Bezeichnung S/2014 (130) 1 erhielt. Dieser umläuft Elektra innerhalb der Bahn des äußeren Mondes und ist 2 km groß; er bewegt sich im Abstand von 501 km in 1,19 Tagen um den Asteroiden.
Ende 2021 gab man die Entdeckung eines dritten Mondes bekannt, der ebenfalls bereits 2014 aufgespürt wurde. Er erhielt die Bezeichnung S/2014 (130) 2 und umläuft Elektra in einer stark exzentrischen Umlaufbahn innerhalb der bereits entdeckten Monde in einem Abstand von 344 km in 0,68 Tagen um den Asteroiden.
Elektra ist nach (87) Sylvia, (45) Eugenia, (3749) Balam, (216) Kleopatra und (93) Minerva das sechste entdeckte Asteroiden-Mehrfachsystem im Hauptgürtel. Von den Zwergplaneten Pluto und Haumea – die ebenfalls eine Asteroiden-Nummer besitzen – abgesehen, ist es insgesamt nach Sylvia, Eugenia, (47171) Lempo, (153591) 2001 SN263, Balam, Kleopatra, (136617) 1994 CC, Minerva und (2577) Litva das zehnte bekannte Asteroiden-Mehrfachsystem im Sonnensystem. Durch die Entdeckung wuchs das System zum ersten Asteroiden-Vierfachsystem im Sonnensystem an – wenn man vom Plutosystem absieht, welches sogar ein Sechsfachsystem ist. Pluto ist allerdings als Asteroid und ebenso als Zwergplanet eingestuft, wodurch das Elektra-System das einzige „reine“ Asteroidensystem ist, das mehr als zwei Monde aufweist.
| Komponenten                  | Physikalische Parameter | Physikalische Parameter | Physikalische Parameter | Bahnparameter        | Bahnparameter  | Bahnparameter | Bahnparameter                       | Bahnparameter             | Bahnparameter        | Bahnparameter         | Entdeckung                              |
| Name                         | Durch- messer (km)      | Relativ- größe %        | Masse (kg)              | Große Halbachse (km) | Umlaufzeit (d) | Exzentrizität | Inklination zu Elektras Äquator (°) | Absteig- ender Knoten (°) | Argument Perihel (°) | Mittlere Anomalie (°) | Datum Entdeckung Datum Veröffentlichung |
| ---------------------------- | ----------------------- | ----------------------- | ----------------------- | -------------------- | -------------- | ------------- | ----------------------------------- | ------------------------- | -------------------- | --------------------- | --------------------------------------- |
| (130) Elektra                | 182,7                   | 100,00                  | 6,6 · 1018              | —                    | —              | —             | —                                   | —                         | —                    | —                     | 17. Februar 1873 1873                   |
| S/2014 (130) 2 (Elektra III) | 1,6                     | 0,8                     | ?                       | 344                  | 0,679          | 0,330         | 128,0                               | 127,0                     | 23,0                 | —                     | 9. Dezember 2014 6. November 2021       |
| S/2014 (130) 1 (Elektra II)  | 2,0                     | 2,9                     | ?                       | 501                  | 1,192          | 0,030         | 156,0                               | 187,0                     | 235,0                | —                     | 6. Dezember 2014 16. Dezember 2014      |
| S/2003 (130) 1 (Elektra I)   | 6,0                     | 3,3                     | 4,0 · 1014              | 1297,58              | 5,287          | 0,083         | 160,2                               | 176,1                     | 184,4                | 117,3                 | 15. August 2003 17. August 2003         |